# 마슈위
마슈위(아랍어: مشوي)는 마그레브 지역의 양고기 바비큐이다. 모로코와 알제리에서는 양고기 통구이를 가리키며, 튀니지에서는 고기나 생선을 숯불에 굽는 것을 가리킨다.

## 사진

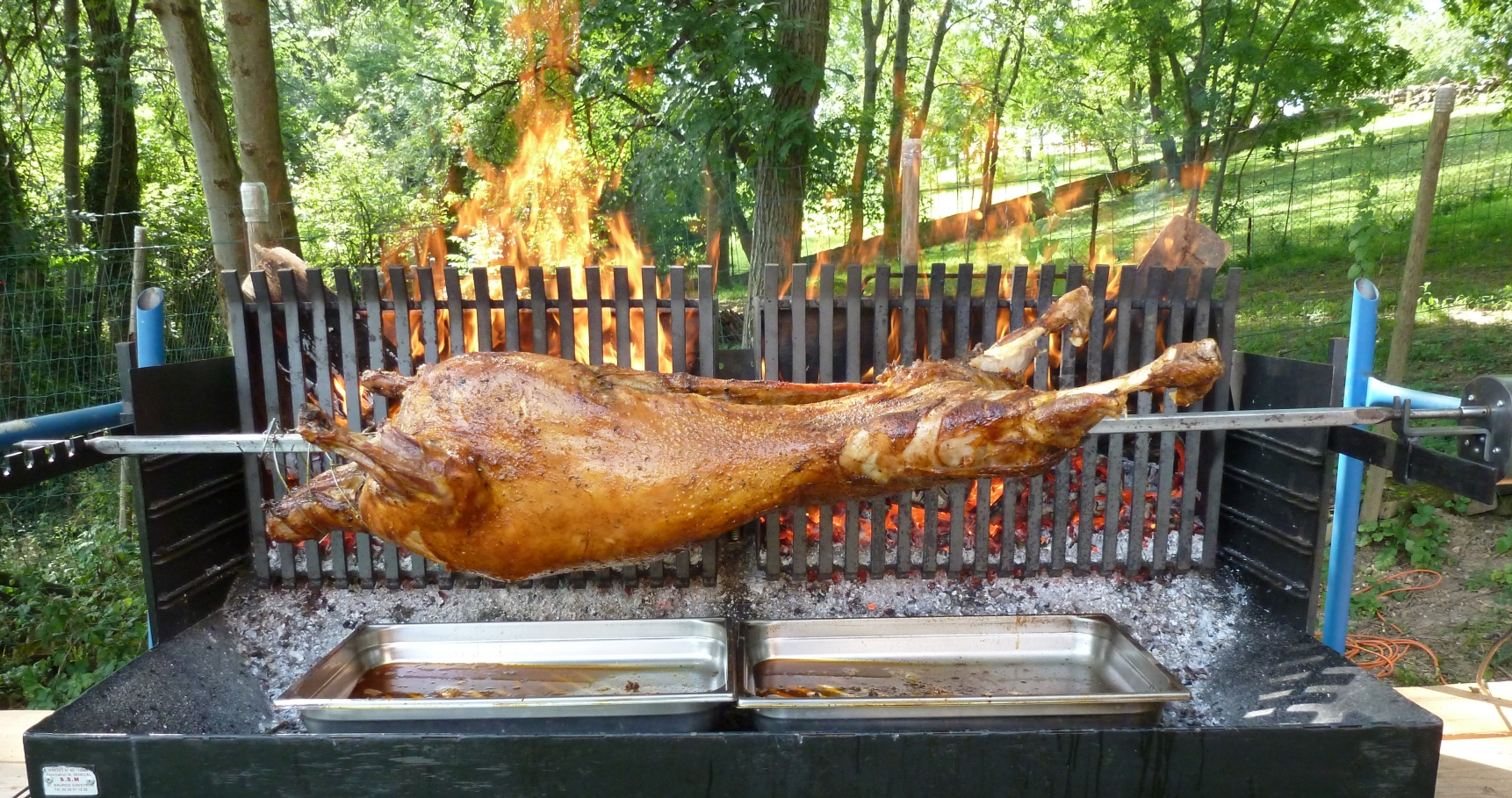
마슈위
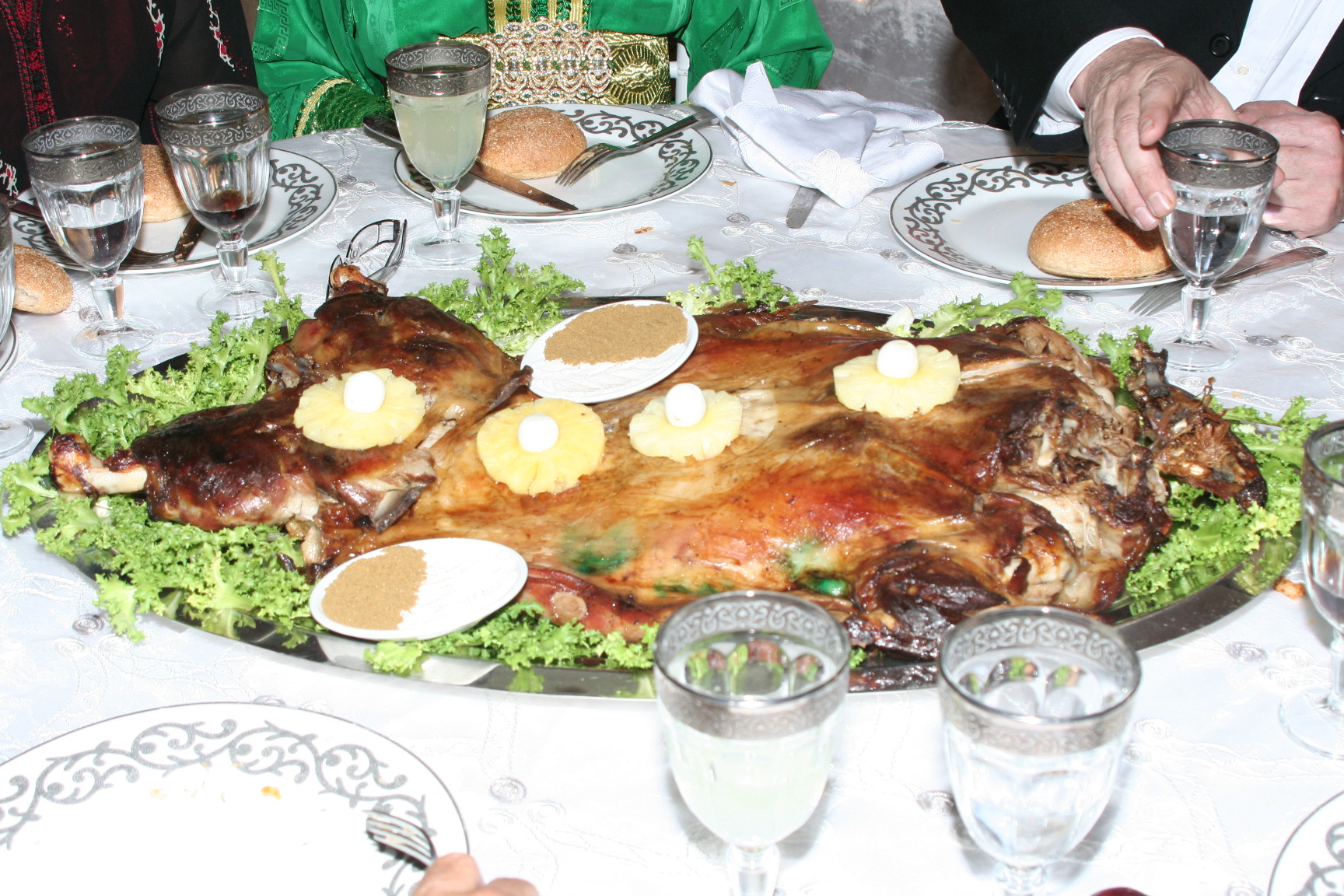
마슈위

## 같이 보기
- 레촌
- 카브리토